# 落合隼亮
落合 隼亮（おちあい しゅんすけ、1978年7月23日 - ）は、日本で活動しているラジオDJ。

## 人物・経歴
- ZIP-FM、FM802で活躍しているDJ、落合健太郎は実兄である。
- アメリカ、ケンタッキー州レキシントンで小学校から高校までの12年間を過ごす。その為、英語が堪能で、海外アーティストとのインタビューも流暢な英語で行う。
- 早稲田大学商学部卒業
- 大学時代はバンドを組み一時はプロを目指すが空中分解。

現在、｢Kitchen Guys｣（原田喧太、PASSO、高橋まこと（元BOØWY）、武田憲明、moto、NATCHIN等が参加）を結成しボーカルを担当。
- 兄（落合健太郎）の紹介でラジオ界へ。大学三年生の秋にFM PORTにてDJとしてデビュー。
- J-WAVE GOOD MORNING TOKYOの前身番組、TOKIO ONEでADをしていた。
- 2008年7月6日、J-WAVEの、TOKIO HOT 100でクリス・ペプラーのピンチ･ヒッターを務める。
- 2008年11月、J-WAVE GOOD MORNING TOKYOで別所哲也のピンチ･ヒッターを務める。
- 2009年11月12日付けの本人ブログの記事「設立しました。」にて、株式会社I.D.Pを設立、代表取締役に就任したことを公表した。

なお、ナレーター等の仕事は継続して行う。
- 2013年5月1日、青二プロダクション所属となる[1]。
- 2014年11月の一ヶ月、FM横浜の、THE BREEZEで北島美穂のピンチ・ヒッターで金曜日担当を務める。
- 2018年10月、音楽ラジオステーション「Backstage Café」のMORNING MUSIC MARKETの水、木、金曜担当を務める[2]。

## 過去の出演作品
- アルティメット・スパイダーマン:ウェブ・ウォーリアーズ（テレビ東京、ナレーション、2015年4月-2015年9月）
- ANA機内放送「COOL CUTS」
- 新チューボーですよ!（TBSテレビ、ナレーション、2013年11月23日-2015年4月11日）
- ディスク・ウォーズ:アベンジャーズ（テレビ東京、ナレーション、2014年4月-2015年3月）
- HITS ON THE LAN（GyaO、ナレーション）
- BRAVO! BRAVO!（J-WAVE 金曜22:00-23:45、CROSS FMおよびZIP-FM 土曜19:00-20:00、2008年11月-）八雲ふみねと共にナビゲーター
- YOUGAKU-KINGDOM（J-WAVE、金曜22:00-23:45）
- RADIO-X（NACK5、火曜（月曜深夜）1:00-6:00）
- SUNDAY LOVE2 CRUISIN'（FM PORT）
- FM Port top 100（同上）
- MIDTOWN TV（GyaO、月曜、12:15-13:00）
- いろメロミックス presents coremelo music style(NACK5、金曜23:00-翌1:00）
- Vodafoneカウントダウン・ジャパン（TOKYO FM系列38局）
- NACK5 SATURDAY&SUNDAY LIONS（NACK5、スタジオ担当）
- リンカーン（TBS、ナレーション）
- 特捜戦隊デカレンジャー（テレビ朝日系、デカベースアナウンス）
- 2007年度ミスマガジン選考委員（NACK5賞）
- 吉川晃司ライブツアーCLUB JUNGLE SAVANNAH NIGHT オープニングナレーション
- BOØWY Drastic Dramatic CMナレーション
- HONDA LIFE&ZEST特別仕様車CMナレーション（2008年）
- 早大Podcast（2008年7月-）
- バナナ炎（TOKYO MX他、ナレーション）
- GAZOO METAPOLIS Red Style（2010年9月 - ）
- Discover USA（BS日テレ、毎月第4日曜13:00-13:30、ナレーション）
- ジャニーズJr.ランド（2011年10月2日 - 2013年9月29日 BSスカパー!、毎週日曜日9:00-9:50、ナレーション）
- Request × Request（ラジオNIKKEI RN2、毎週木曜日12:00-13:00、キュレーター）
- Happy Hour（ラジオNIKKEI RN2、毎週水曜・木曜17:00-18:00、ナビゲーター）
- THE LAST -NARUTO THE MOVIE-公開記念 完全ガイド～修行篇～（2014年、ナレーション）
- ZAPPA  （2013/10/1-2015/3/31 J-WAVE、毎週月曜-木曜5:00-6:00、ナビゲーター）
- J-POP SATURDAY（2015/4/4-2016/9/24 J-WAVE、毎週土曜日15:00-17:00、ナビゲーター）
- EVENING BUZZ（2012/4/1-2016/3/27 FMヨコハマ、毎週日曜日16:00-17:45、ナビゲーター）
- MORNING STEPS FRIDAY（2016/4/1-2017/3/31 FMヨコハマ、毎週金曜日6:00-9:00、ナビゲーター）
- MORNING MUSIC MARKET（Backstage Café 水曜-金曜担当 8:00-10:00、2018年11月1日 - 2019年10月31日）[2]。